# Малхион Антиохијски
Малхион Антиохијски (грч. Μαλχιων πρεσβυτερος Αντιοχειας) - свештеник из Антиохије који је живео за време владавине царева Клаудија II и Аурелија. Малкхион је био поштован због свог изузетног знања о хришћанским радовима, а био је и предвосник антиохијске школе грчке књижевности. Познато је да је учествовао у Трећем антиохијском сабору (269) и одиграо одлучујућу улогу у осуди и свргавању Павла Самосатског, епискппа Антиохије. Током разговора са Павлом, Малкхион га је отворено оптужио за јерес и покренуо његову смену.
У делу Еузебија Цезарејског, под називом "Историја цркве", Малхионово писмо на ову тему је делимично сачувано. У овом отвореном писму упућеном папи Дионисију, папи Максиму Александријском и свим епископима, свештеницима широм света, Малхион оштро осуђује Павла Самосатског. 